# Condado de Damavand
El condado de Damavand (en persa: شهرستان دماوند‎) es un condado en la provincia de Teherán, Irán. La capital de la provincia es Damavand. En el censo de 2006, la población del condado era de 125.480 habitantes, en 39,373 familias.
El condado se divide en dos distritos: el Distrito Central y el distrito de Rudehen. El condado tiene cinco ciudades: Damavand, Rudehen, Abali, Kilan, y Absard.

## Subdivisiones
El condado de Damavand se divide en 2 distritos:
- Distrito Central
  - Ciudad de Damavand
  - Kilan De La Ciudad
  - Absard De La Ciudad
  - Tarrud Distrito Rural
  - Jamabrud Distrito Rural
  - Abarshiveh Distrito Rural
- Distrito de Rudehen 
  - Rudehen De La Ciudad
  - Abali De La Ciudad
  - Abali Distrito Rural
  - Mehrabad Distrito Rural

## Historia de la subdivisión
Fue separado del condado de Teherán en 1946 en Provincia de Markazí (conocida como la Segunda Provincia en ese momento). Luego, en 1976, después de la disolución de la Provincia de Markazi se unió General de la Gobernación de Semnan para formar Provincia de Semnán. En 1978 se unió el gobierno controlaba la región de la Teherán para formar la provincia de Teherán.